# Mariä Unbefleckte Empfängnis (Kirchdorf im Wald)

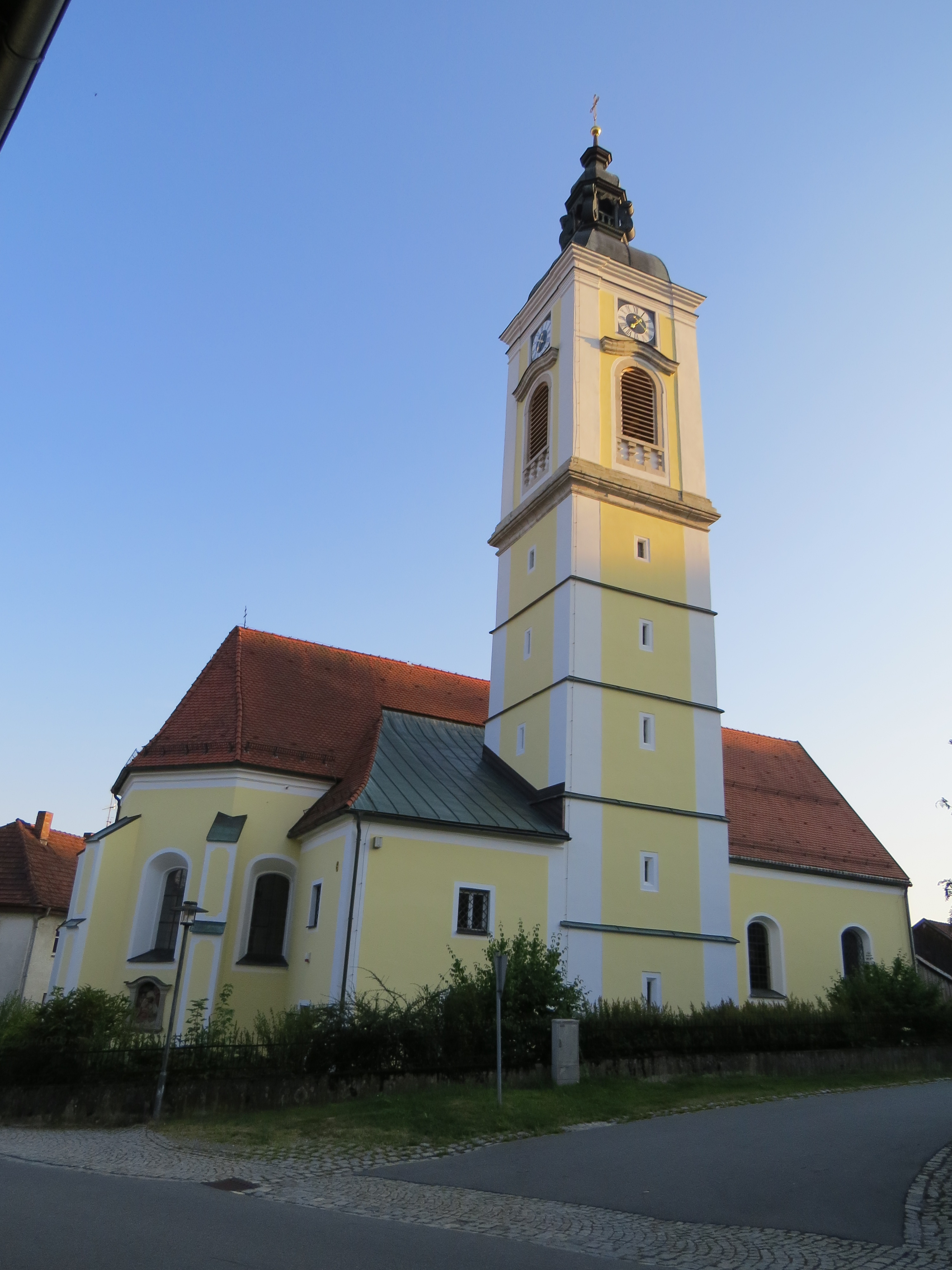
Pfarrkirche von Kirchdorf

Die Pfarrkirche Mariä Unbefleckte Empfängnis befindet sich in Kirchdorf im Wald im Landkreis Regen.

## Beschreibung
Das Langhaus der ursprünglich spätgotischen Kirche wurde 1708 im Stil des Barock umgestaltet. Der 1727 barockisierte Turm trägt eine Laterne.
Der Innenraum erhielt 1756 eine Rokokoausstattung. Besonders kunstvoll wurde der Hochaltar gestaltet. Er ist ein Werk des Hengersberger Künstlers Benedikt Schreiter. Am Altar befindet sich das Gnadenbild, eine Madonna mit dem Jesuskind. Die 1,50 m große Holzfigur entstand um 1480.
1884 erfolgte eine neuromanische Überarbeitung. Bereits 1913 wurde jedoch der Rokokostil rekonstruiert. Aus dieser Zeit stammen auch die Deckenbilder von Jacques Dasbourg.

## Wallfahrt
Die Kirche war im 18. Jahrhundert ein vielbesuchter Wallfahrtsort. Mirakelbücher berichten von zahlreichen Gebetserhörungen und einem Andrang von 15.000 Pilgern im Jahr. Ziel der Wallfahrt war das gotische Gnadenbild.